# June Wilkinson
June Wilkinson (* 27. März 1940 in Eastbourne, England; † 21. Juli 2025) war eine britische Filmschauspielerin und Pin-up-Girl. Auf dem Höhepunkt ihrer Karriere in den späten 1950er Jahren galt sie als „the most photographed nude in America“.

## Biografie
Bereits mit 15 Jahren stand Wilkinson als Oben-ohne-Tänzerin im Londoner Windmill Theatre auf der Bühne. Auf einer Promotion-Tour durch die USA wurde sie von Hugh Hefner dem Herausgeber des Playboy entdeckt. Im September 1958 erschien sie erstmals im Playboy. Bis 1962 folgten weitere Fotostrecken unter anderem fotografiert von dem Regisseur und Produzenten Russ Meyer.
Die blonde Britin mit den Maßen 111-50-91 wurde Ende der 1950er Jahre zu einem der meistfotografierten Pin-up-Modellen der Ära, noch vor ihrer, ebenfalls in den USA bekannten, Landsfrau Sabrina. In den folgenden Jahren trat sie auch als Bühnen- und Filmschauspielerin auf, konnte sich jedoch nie wirklich als Schauspielerin etablieren, zumal sie fast ausschließlich in Rollen besetzt wurde, die mehr ihre kurvenreiche Figur als ihre schauspielerischen Fähigkeiten in den Vordergrund stellten. Ihre letzte Gastrolle hatte sie 2005 in Three Bad Men.
Populäre Fernsehauftritte hatte sie, unter anderem, in Batman als Evelina und als Gaststar in der Doris-Day-Show.

## Privatleben
June Wilkinson war von 1973 bis 1982 mit dem bekannten Quarterback der Oakland Raiders Dan Pastorini verheiratet. Sie hat eine Tochter.

## Filmografie
- 1959: Donner in der Sonne (Thunder in the Sun)
- 1959: Der unmoralische Mr. Teas (The Immoral Mr. Teas)
- 1960: The Private Lives of Adam and Eve
- 1960: Career Girl
- 1960: Gier nach Blut (Macumba Love)
- 1961: Too Late Blues
- 1961: The Continental Twist
- 1961: Ein Pyjama für zwei (Lover Come Back)
- 1962: Mit Eva fing die Sünde an (The Bellboy and the Playgirls)
- 1962: La rabia por dentro
- 1962: Immer nur deinetwegen (Who’s Got the Action?)
- 1964: The Candidate
- 1968: Batman (Fernsehserie, zwei Folgen)
- 1971: Doris Day in … (Fernsehserie, eine Folge)
- 1973: Straßen zur Hölle (The Mack)
- 1974: Florida – Lizenz zum Sterben (The Florida Connection)
- 1984: Frankenstein’s Great Aunt Tillie
- 1986: Sno-Line
- 1986: Vasectomy: A Delicate Matter
- 1987: Das turboscharfe Spanner-Hotel (Talking Walls)
- 1987: Halb durch (Medium Rare)
- 1990: Keaton’s Cop
- 2005: Three Bad Men

## Trivia
- Spitzname „The Bosom“ (der Busen)
- 1964 nahm sie zusammen mit Mamie Van Doren das Duett Bikini With No Top On The Top auf.
- Im Alter von 57 ließ sie sich für ein Spezial des Playboy „The Best of Glamour Girls: Then and Now“ nochmals nackt fotografieren.
- Als der Playboy 1999 die „100 Sexiest Stars of the Century“ wählte, erreichte Wilkinson Platz 30.